# غابرييل ألفيس
غابرييل ألفيس (بالإسبانية: Gabriel Álvez) هو لاعب كرة قدم أوروغواياني في مركز الهجوم، ولد في 26 ديسمبر 1974 في مونتيفيديو في الأوروغواي. شارك مع منتخب الأوروغواي لكرة القدم. أما مع النوادي، فقد لعب مع أتلتيكو جونيور والتانك سيلي وإنديبندينتي وبيلا فيستا وديفينسور سبورتينغ وسنترال إسبانيول ونادي أولمبياكوس ونادي باتشوكا وناسيونال مونتيفيديو.

## وصلات خارجية
- غابرييل ألفيس على موقع قاعدة بيانات كرة القدم.إي يو (الإنجليزية)
- غابرييل ألفيس على موقع ناشيونال فوتبول تيمز (الإنجليزية)
- غابرييل ألفيس على موقع Soccerway.com (الإنجليزية)